# Jean Baumont
Pour les articles homonymes, voir Baumont.
Jean Baumont (1891-1918), photographe alsacien pour l'Agence Rol, aviateur militaire français, spécialisé en 1917 dans les bombardements, mort au champ d'honneur le 8 juillet 1918 à L'Abbaye-sous-Plancy.
Deux fonds iconographiques sont ouverts à son nom sur gallica.bnf.fr, une collection de photographies concernant l'Alsace pittoresque (1904-1914) réalisées pendant ses séjours familiaux de jeunesse à Guebwiller, une collection sur l'aviation militaire avant et pendant la Grande guerre (1912-1918).
Le lieutenant Baumont, élève et émule du capitaine Robert de Beauchamp, a été honoré de la médaille militaire et de la croix de Chevalier de la Légion d'honneur, son parcours militaire est évoqué par son ami Jean Daçai, par son ancien capitaine ("rapport de 1915 sur l'adjudant Jean Baumont") et par Jacques Mortane dans l'article intitulé "Jean Baumont" de la revue La Guerre aérienne illustrée du 15 août 1918, Paris, p. 635-639.

## Décorations
- Chevalier de la Légion d'honneur (1917)
- Médaille militaire